# Успение Богородично (Банско)
Вижте пояснителната страница за други значения на Успение Богородично.
„Успение Богородично“ или „Света Богородица“ е православна църква в град Банско, България, част от Неврокопската епархия на Българската православна църква. Обявена е за паметник на културата с национално значение.

## История
Църквата е разположена на градските гробища в Буга махала – единствената, разположена първоначално в подножието на планината. Първоначално църквата изпълнява функциите на енорийски храм. Изградена е върху основите на средновековна българска църква, което се доказва от разкритите зидове, дебели 1,2 m и вторично употребените каменни блокове в зидарията на сегашната църква, на някои от които има вертикално разположени надписи на северната стена, а върху камъните на южната фасада на наоса има графити, датирани в 1593, 1711, 1737 и 1774 година. Средновековната църква е била малка, еднокорабна и едноапсидна. Така 1593 година е горната граница на градежа на южната стена, а вероятно и на източната. В стената между притвора и наоса има вградена каменна плоча втора употреба с надпис: „Помети ГИ хаджи Юван 1741“, което означава, че преградата е издигната след тази година. Възможно е това да е 1801 година, тъй като годината е изписана на камък, зазидан високо на северната фасада на наоса: „181 август... Х:Г: ктитур“. През 1774 година храмът е преустроен и е добавен просторен квадратен притвор.

## Архитектура
Представлява еднокорабен, дълбоко вкопан храм, с двускатен покрив. Градежът е от камък и плоски тухли, които на места обграждат от всички страни камъните в зидарията – клетъчен градеж. Апсидата е една, малка и полукръгла, леко заострена в горната си част откъм олтара. Входовете са два – на западната стена на притвора и в югозападния ъгъл на наоса. Наосът и притворът са разделени от масивна стена с три врати. Осветлението на интериора е оскъдно от три мазгала на източната стена и от по два тесни прозореца на южната стена в наоса и притвора.
В 1808 година според надписа на северната стена църквата е преустроена отново като над притвора и част от наоса е развита галерия, поддържана от четири двойки дървени колони. Надписът гласи: „1808 аогот 17 ктитор: ѲНГ: и КХН“. Двамата ктитори, представени с инициали са Тодор Николов Герман и Костадин Хаджиниколов.

## Иконостас
Храмът е известен с уникалната дърворезба на иконостаса и на владишкия трон. Основните орнаментни елемент са цветя, сред които има изображения на птици и приказни животни. Иконостасът се състои от цокълни и подиконни пана, царски икони, апостолски икони, лозница и венчилка. На цокълните платна са изобразени различни композиции от клонки, медальони, розени, птици, лъвове и двуглави орли. На подиконните табла над тях има поредици от ластителни композиции и двуглави орли. Царските двери са с три реда изображения в медальони – четирима пророци отгоре, Благовещение по средата и четирима отци на Църквата отдолу. В лозницата има кръгли медальони с гълъби около тях. Под кръста на венчилката има две лами, вази с широки букети и гълъби.
Иконостасът вероятно е направен в 1801 година – времето на преустройство на храма. Авторът на иконостаса е неизвестен, но се предполага, че е представител на Дебърската художествена школа. Негови са и няколко иконостаса в Рилския манастир от края на XVIII – началото на XIX век, иконостасът на „Свети Георги“ в Голямо Белово (1808), дела в Дупница и в „Успение Богородично“ в Пазарджик.
Иконите са дело на Тома Вишанов и на Димитър Молеров. След пожар от 7 септември 1958 година, те са силно повредени и са заменени с копия.
В 1930 година южната част от иконостаса е демонтирана и изнесена зад граница, а на нейно място е поставени части от други иконостаси с по схематична и груба резба. Тази част има цокълни пана, царски двери, царски икони, апостолски фриз, малки икони на отделни светци и венчилка. Фризът е най-стар, вероятно от края на XVIII век, а иконите на него са на Тома Вишанов. Дверите са копие на стари двери, но изпълнено несръчно.
Владишкият трон също е дело на майстора на основния иконостас. Подръчниците и долната част на седалката следват средновековни образци и са направени от струговани елементи. На гърба на трона има икона с резбована рамка, а балдахинът е от висящ тип без корона. Сходен е тронът в храма в Голямо Белово.